# Astrud Gilberto
Astrud Gilberto   (Salvador, 29 de març de 1940 - Filadèlfia, 5 de juny de 2023) va ser una cantant brasilera de bossa nova, samba i jazz. De pare alemany i mare brasilera, el seu nom de fadrina era Astrud Evangelina Weinert.

## Biografia
Astrud Weinert va nàixer a Salvador, capital de l'estat de Bahia. Era la menor de tres germanes, el seu pare era alemany i impartia classes de literatura, alemany i anglès; mentre que la mare cantava i tocava la mandolina. La família va traslladar-se a Rio de Janeiro el 1947, al barri de Copacabana. A Rio va fer-se molt amiga de Nara Leão, qui va introduir-la en el món artístic i qui va presentar-li a un altre músic bahià: João Gilberto, amb el que es casaria el 1959 i tindria el seu primer fill, João Marcelo (n. 1960).
El 1963 va acompanyar el seu espòs a Nova York quan aquest havia d'enregistrar, amb el cantautor i pianista Antônio Carlos Jobim i amb el saxofonista estatunidenc Stan Getz, un disc de fusió entre el jazz i la bossa nova, que es titularia Getz/Gilberto. Getz va voler que la versió que farien de "Garota de Ipanema" tingués la lletra en anglès, pensant en el públic del seu país. Atès que João no dominava l'idioma, va ser Astrud qui va cantar la part en anglès de "The Girl from Ipanema", amb el seu marit interpretant l'estrofa inicial en portuguès. Això sí, el segell no va voler registrar Astrud Gilberto en els crèdits de la cançó, privant-la de percebre cap emolument en concepte de regalies. Malgrat no tenir experiència professional prèvia, la seva veu va agradar tant que van enregistrar una segona versió cantada tota sencera en anglès -que seria publicada com a senzill- i també va interpretar "Corcovado (Quiet Nights of Quiet Stars)".
El 1964, pocs mesos després d'aquelles sessions de gravació, la parella es va divorciar. Astrud va emprendre una carrera en solitari, aprofitant que l'èxit de "The Girl from Ipanema" l'havia catapultat com una de les intèrprets més conegudes d'aquella època daurada de la música brasilera. De llavors ençà, va gaudir de fama mundial i va començar una llarga carrera artística. Va enregistrar cançons en diversos idiomes i va començar a escriure cançons en la dècada del 1970. Es va establir a Filadelfia, on va contraure matrimoni una segona vegada, amb Nicholas LaSorsa. Amb ell va tenir un altre fill, Gregory, però el matrimoni tampoc va durar gaire temps. A partir dels anys vuitanta, s'aparta progressivament de la vida pública, i es retira definitivament el 2002.
Astrud Gilberto també era pintora i era coneguda pel seu suport a la causa animalista, escrivint un assaig sobre aquest tema anomenat Animals, They Need Our Help!!!.

## Premis

1970

Va rebre quatre nominacions als Premis Grammy, alçant-se amb el Grammy a la gravació de l'any per "The Girl from Ipanema". Va guanyar el premi Latin Jazz USA Award for Lifetime Achievement el 1992 i va ser inclosa el 2002 a l'International Latin Music Hall of Fame. El 2008, va ser guardonada amb el Grammy llatí a la carrera artística.

## Discografia

### Àlbums
- Stan Getz i Astrud Gilberto - Getz Au-Go-Go (Verve, 1964)
- The Astrud Gilberto Album (Verve, 1964)
- The Shadow of Your Smile (Verve, 1965)
- Look to the Rainbow (Verve, 1965)
- Beach Samba (Verve, 1966)
- A Certain Smile, A Certain Sadness amb Walter Wanderley (Verve, 1967)
- Windy (Verve, 1968)
- September 17, 1969 (Verve, 1969 in music)
- Gilberto Golden Japanese Album (Verve, 1969)
- I Haven't Got Anything Better to Do (Verve, 1970)
- Astrud Gilberto con Stanley Turrentine (CTI, 1971)
- Astrud Gilberto Now (Perception, 1972)
- That Girl From Ipanema (Audio Fidelity, 1977)
- Astrud Gilberto Plus James Last Orchestra (Polygram, 1987)
- Live in New York (Pony Canyon, 1996)
- Temperance (Pony Canyon, 1997)
- Jungle (Magya, 2002)
- The Diva Series (Verve, 2003)
- Astrud Gilberto (Rachelle Production, 2011)
- Astrud Gilberto the bossanova queen (produccions AR, 2012)
- Black Magic (STKM records, 2012)

### Bandes sonores
- The Deadly Affair (Verve, 1965)

### Col·laboracions
- Stan Getz i João Gilberto - Getz/Gilberto (Verve, 1963)
- Shigeharu Mukai & Astrud Gilberto - So & So - Mukai Meets Gilberto (Denon, 1982)
- Michael Franks - Passionfruit (Warner, 1983)
- Étienne Daho - Eden (Virgin, 1996)
- George Michael - Ladies And Gentleman - Best of George Michael (Sony, 1998)